# Йоханна Луїза Шмідт
Йоханна Луїза Шмідт (дан. Johanne Louise Schmidt; 16 жовтня 1983) — данська акторка. Найвідоміша за роль у кіноадаптації роману Юссі Адлер-Олсена про «Відділ Q». А також за роль у комедії Уле Борнедаля «Вбивці з Нібе» (дан. Dræberne fra Nibe) 2017 року.

## Біографія
Йоханна Шмідт народилася в Сканнерборзі. Вона є дочкою книготорговця Йоргена Шмідта і медсестрі Кірстен Хуст. Вона виросла середньою дитиною зі старшою сестрою та молодшим братом.

Після закінчення навчання в гімназії Сканнерборга в 2003 році, вона продовжила навчання в Королівській театральній школі (дан. Statens Teaterskole), закінчивши її в 2009 році. Вона дебютувала у виставі «Libertineren» в театрі «Зелений двір» (дан. Grønnegårds Teatret), де вона також грала у виставі «Den Vægelsindede».

З 2011 року вона постійно працює в Королівському театрі Данії. З 2014 року вона почалась зніматися у серії фільмів про «Відділ Q» за мотивами роману Юссі Адлер-Олсена.

## Сім'я
Йоханна Шмідт та її хлопець мають доньку, яка народилася 19 лютого 2017 року.

## Вибрана фільмографія
| Рік       |    | Українська назва               | Оригінальна назва | Роль         |
| --------- | -- | ------------------------------ | ----------------- | ------------ |
| 2010—2013 | с  | Уряд                           | Borgen            | Сигна Краг   |
| 2011      | с  | Допоможіть, це Різдво          | Hjælp, det er jul | Вчитель      |
| 2014      | ф  | Містеріум. Мисливці на фазанів | Fasandræberne     | Роуз         |
| 2015      | кф | Аборт                          | Afvej             | Ліна         |
| 2016      | ф  | Містеріум. Темрява в пляшці    | Flaskepost fra P  | Роуз         |
| 2017      | ф  | Вбивці з Нібе                  | Dræberne fra Nibe | Перніле      |
| 2018      | с  | Ода навпаки                    | Oda Omvendt       | Йоханна      |
| 2018      | ф  | Містеріум. Журнал 64           | Journal 64        | Роуз         |
| 2019      | с  | ДНК                            | DNA               | Марія Ларсен |
| 2019      | ф  | Виняток                        | Undtagelsen       | Тесс         |
| 2021      | кф | Справжнє Дзеркало              | True Mirror       | Єва          |
| 2021      | с  | Моя боротьба                   | Min kamp          | Портьє       |
| 2021      | с  | Снігові ангели                 | Snöänglar         | Аніка        |

## Нагороди та номінації
Йоханна Шмідт у 2010 році отримала нагороду — «премію Реумерта за акторську майстерність» (дан. Reumert talentpris).

У 2012 році отримала стипендію фонда Оле Хесльондса (дан. Ole Haslunds Kunstnerfonds).

У вересні 2014 року вона отримала премію подружжя кронпринца «Висхідна зірка» (дан. Kronprinsparrets Stjernedryspris), одну з щорічних премій, яку вручають талановитій молоді наслідний принц і принцеса.

21 грудня 2016 року за свою гру у виставі «Люди, місця та речі» (дан. Personer, steder og ting) вона отримала нагороду за акторську майстерність — «премію Ове Споуі» (дан. Ove Sprogøe Prisen).

21 вересня 2020 року отримала нагороду — «премію Реумерта найкращій акторці у головній ролі» (дан. Reumert for Årets kvindelige hovedrolle) за свою гру у виставах «Сірано де Бержерак» та «Пентесілея» (дан. Penthesilea).